# Quincy Promes
Quincy Promes, né le 4 janvier 1992 à Amsterdam (Pays-Bas), était un footballeur international qui évoluait au poste d'attaquant et un trafiquant de stupéfiants néerlandais.

## Biographie

### Origines et jeunesse
Quincy Promes naît le 4 janvier 1992 à Amsterdam, capitale des Pays-Bas, de parents originaires du Suriname.

### Carrière en club

#### FC Twente (2012-2014)
Quincy Promes joue son premier match d'Eredivisie avec Twente le 11 avril 2012, contre l'AZ Alkmaar.

#### Go Ahead Eagles (2012-2013)
Le 31 juillet 2012, Quincy Promes rejoint en prêt Go Ahead Eagles pour la saison 2012-13.

#### Spartak Moscou (2014-2018)
Le 8 août 2014, Quincy Promes est transféré dans le club russe du Spartak Moscou, contre 15 millions d'euros.

#### Séville FC (2018-2019)
Le 31 août 2018, Quincy Promes rejoint le club andalou du Séville FC pour un montant de 20 millions d'euros.

#### Ajax Amsterdam (2019-2021)
Le 24 juin 2019, Quincy Promes signe avec le club néerlandais de l'Ajax Amsterdam un contrat de cinq ans pour 16 millions d'euros.
Dès sa première rencontre le 27 juillet 2019, Quincy Promes glane un titre en remportant la Supercoupe contre le PSV Eindhoven. Il inscrit son premier but le 1er septembre 2019 contre le Sparta Rotterdam, en championnat. Son équipe l'emporte par quatre buts à un ce jour-là. Le 25 septembre, il réalise un triplé face au Fortuna Sittard en championnat (5-0).
Lors de la saison 2020-2021, Quincy Promes marque six buts en championnat à la trêve hivernale mais des problèmes judiciaires le poussent vers la sortie. L'ailier est en effet accusé d'une agression à l'arme blanche en décembre 2020.

#### Retour au Spartak Moscou (2021-2024)
Le 24 février 2021, Quincy Promes rejoint le Spartak Moscou pour la somme de 8,5 millions, avec des bonus de 2,5 millions, et un contrat de trois ans. Le joueur fait ainsi son retour au club de la capitale russe, trois ans après l'avoir quitté. En juillet 2024, le Spartak Moscou rompt son contrat.

#### Dubaï United FC (depuis 2024)
En septembre 2024, il signe à Dubaï, 
au United FC, club de D2 émiratie (en),,.

### Carrière internationale
Quincy Promes honore sa première sélection le 5 mars 2014 lors d'une défaite 2-0 face à la France en amical, titularisé sur l'aile droite de l'attaque par Louis van Gaal. Malgré une saison 2013-2014 remarquée, le jeune joueur n'est pas convoqué pour la Coupe du monde 2014 au Brésil.
Il ouvre son compteur en sélection le 7 octobre 2016 en réalisant un doublé contre la Biélorussie et contribue à un succès 4-1 lors d'un match comptant pour les éliminatoires de la Coupe du monde 2018.

## Affaires judiciaires

### Tentative d'assassinat
Le 19 juin 2023, Quincy Promes est condamné à 18 mois de prison après avoir poignardé un cousin à un genou,,,.

### Trafic de stupéfiants
En 2018, alors qu’il est sous contrat avec l'Ajax Amsterdam, les enquêteurs néerlandais (Team Criminele Inlichtingen) obtiennent des informations indiquant que Quincy Promes aurait investi dans un trafic de cocaïne à hauteur de 75 000 euros. Cependant, faute de preuves concrètes, ils ne peuvent engager de poursuites. Plus tard, ils interceptent des messages Pretty Good Privacy (PGP) liés à Quincy Promes et obtiennent l'autorisation des autorités néerlandaises pour placer ses communications téléphoniques sur écoute. 
D’après des discussions interceptées par la police, il semblerait que Quincy Promes donnait des instructions aux individus chargés de récupérer la cocaïne dans les containers. Parmi ces instructions, les enquêteurs retrouvent des messages de Quincy Promes tels que : « Les gars, allez, au travail. Tenez-nous au courant. » Un lieu de déchargement de la cocaïne aurait également été communiqué. Lorsque Promes a appris qu'une partie de la cargaison avait été saisie, un complice lui aurait déclaré : « Merde mec. Donc la moitié est en sécurité, c'est le risque du métier. »
Le 30 mai 2023, Quincy Promes est poursuivi pour son implication dans une affaire d'importation de 1,3 tonne de cocaïne, arrivée en janvier 2020 et répartie dans cinq conteneurs en provenance du Brésil, à destination du port d'Anvers, en Belgique,,,. Le 14 février 2024, il est condamné à une peine de six ans de prison dans le cadre de cette affaire.
Le 1er mars 2024, Quincy Promes est arrêté à Dubaï, aux Émirats arabes unis, alors qu'il était en voyage avec le Spartak Moscou, pour une infraction locale,,. Bien qu’il risque d’être extradé vers les Pays-Bas, où il a été reconnu coupable, les autorités néerlandaises restent discrètes sur les détails précis de son implication dans cette affaire. Quatre mois plus tard, le Spartak Moscou rompt son contrat.
Il est finalement relâché malgré l’existence d’un traité d’extradition entre les Pays-Bas et les Émirats arabes unis,. À noter que, durant la même période, d'autres criminels impliqués dans des affaires similaires, tels que Faissal Taghi et Adil Taghi, ont été extradés.

### Interpellation et extradition
Le 12 juin 2025, Il a finalement été interpellé à son domicile à Dubaï est placé dans une cellule spéciale, il est extradé vers les Pays-Bas le 20 juin 2025 et directement placé en prison.

## Statistiques

### Statistiques détaillées
| Saison                | Club                   | Championnat           | Championnat | Championnat | Championnat | Coupe(s) nationale(s) | Coupe(s) nationale(s) | Coupe(s) nationale(s) | Supercoupe | Supercoupe | Supercoupe | Compétition(s) continentale(s) | Compétition(s) continentale(s) | Compétition(s) continentale(s) | Compétition(s) continentale(s) | Barrages | Barrages | Barrages | Pays-Bas | Pays-Bas | Pays-Bas | Total | Total | Total |
| Saison                | Club                   | Division              | M.          | B.          | P.d.        | M.                    | B.                    | P.d.                  | M.         | B.         | P.d.       | Comp.                          | M.                             | B.                             | P.d.                           | M.       | B.       | P.d.     | M.       | B.       | P.d.     | M.    | B.    | P.d.  |
| 2011-2012             | FC Twente              | Eredivisie            | 1           | 0           | 0           | -                     | -                     | -                     | -          | -          | -          | -                              | -                              | -                              | -                              | 2        | 0        | 0        | -        | -        | -        | 3     | 0     | 0     |
| 2012-2013             | FC Twente              | Eredivisie            | -           | -           | -           | -                     | -                     | -                     | -          | -          | -          | C3                             | 1                              | 0                              | 0                              | -        | -        | -        | -        | -        | -        | 1     | 0     | 0     |
| 2013-2014             | FC Twente              | Eredivisie            | 31          | 11          | 8           | -                     | -                     | -                     | -          | -          | -          | -                              | -                              | -                              | -                              | -        | -        | -        | 1        | 0        | 0        | 32    | 11    | 8     |
| Sous-total            | Sous-total             | Sous-total            | 32          | 11          | 8           | -                     | -                     | -                     | -          | -          | -          | -                              | 1                              | 0                              | 0                              | 2        | 0        | 0        | 1        | 0        | 0        | 36    | 11    | 8     |
| 2012-2013             | Go Ahead Eagles (prêt) | D2                    | 32          | 13          | 9           | 3                     | 1                     | 1                     | -          | -          | -          | -                              | -                              | -                              | -                              | 6        | 3        | 1        | -        | -        | -        | 41    | 17    | 11    |
| Sous-total            | Sous-total             | Sous-total            | 32          | 13          | 9           | 3                     | 1                     | 1                     | -          | -          | -          | -                              | -                              | -                              | -                              | 6        | 3        | 1        | -        | -        | -        | 41    | 17    | 11    |
| 2014-2015             | Spartak Moscou         | PL                    | 28          | 13          | 5           | 1                     | 0                     | 0                     | -          | -          | -          | -                              | -                              | -                              | -                              | -        | -        | -        | 3        | 0        | 0        | 32    | 13    | 5     |
| 2015-2016             | Spartak Moscou         | PL                    | 30          | 18          | 5           | 2                     | 0                     | 3                     | -          | -          | -          | -                              | -                              | -                              | -                              | -        | -        | -        | 8        | 0        | 1        | 40    | 18    | 9     |
| 2016-2017             | Spartak Moscou         | PL                    | 26          | 12          | 9           | 1                     | 0                     | 0                     | -          | -          | -          | C3                             | 2                              | 0                              | 0                              | -        | -        | -        | 9        | 4        | 1        | 38    | 16    | 10    |
| 2017-2018             | Spartak Moscou         | PL                    | 26          | 15          | 8           | 4                     | 3                     | 0                     | 1          | 1          | 0          | C1+C3                          | 5+2                            | 2+0                            | 2+0                            | -        | -        | -        | 7        | 1        | 1        | 45    | 22    | 11    |
| 2018-2019             | Spartak Moscou         | PL                    | 5           | 1           | 1           | -                     | -                     | -                     | -          | -          | -          | C1                             | 2                              | 1                              | 0                              | -        | -        | -        | -        | -        | -        | 7     | 2     | 1     |
| Sous-total            | Sous-total             | Sous-total            | 115         | 59          | 29          | 8                     | 3                     | 3                     | 1          | 1          | 0          | -                              | 11                             | 3                              | 2                              | -        | -        | -        | 27       | 5        | 3        | 162   | 71    | 37    |
| 2018-2019             | Séville FC             | Liga                  | 33          | 2           | 3           | 6                     | 0                     | 1                     | -          | -          | -          | C3                             | 10                             | 1                              | 2                              | -        | -        | -        | 10       | 2        | 1        | 59    | 5     | 7     |
| Sous-total            | Sous-total             | Sous-total            | 33          | 2           | 3           | 6                     | 0                     | 1                     | -          | -          | -          | -                              | 10                             | 1                              | 2                              | -        | -        | -        | 10       | 2        | 1        | 59    | 5     | 7     |
| 2019-2020             | Ajax Amsterdam         | Eredivisie            | 20          | 12          | 4           | 1                     | 0                     | 0                     | 1          | 0          | 0          | C1+C3                          | 5+1                            | 4+0                            | 0                              | -        | -        | -        | 4        | 0        | 2        | 32    | 16    | 6     |
| 2020-2021             | Ajax Amsterdam         | Eredivisie            | 19          | 6           | 0           | 1                     | 0                     | 0                     | -          | -          | -          | C1                             | 5                              | 0                              | 1                              | -        | -        | -        | 5        | 0        | 0        | 30    | 6     | 1     |
| Sous-total            | Sous-total             | Sous-total            | 39          | 18          | 4           | 2                     | 0                     | 0                     | 1          | 0          | 0          | -                              | 11                             | 4                              | 1                              | -        | -        | -        | 9        | 0        | 2        | 62    | 22    | 7     |
| 2020-2021             | Spartak Moscou         | PL                    | 11          | 3           | 3           | -                     | -                     | -                     | -          | -          | -          | -                              | -                              | -                              | -                              | -        | -        | -        | 3        | 0        | 0        | 14    | 3     | 3     |
| 2021-2022             | Spartak Moscou         | PL                    | 22          | 6           | 2           | 3                     | 4                     | 2                     | -          | -          | -          | C3                             | 6                              | 2                              | 1                              | -        | -        | -        | -        | -        | -        | 31    | 12    | 5     |
| 2022-2023             | Spartak Moscou         | PL                    | 16          | 14          | 6           | 6                     | 3                     | 1                     | 1          | 0          | 0          | -                              | -                              | -                              | -                              | -        | -        | -        | -        | -        | -        | 23    | 17    | 7     |
| Sous-total            | Sous-total             | Sous-total            | 49          | 23          | 11          | 9                     | 7                     | 3                     | 1          | 0          | 0          | -                              | 6                              | 2                              | 1                              | -        | -        | -        | 3        | 0        | 0        | 68    | 32    | 15    |
| Total sur la carrière | Total sur la carrière  | Total sur la carrière | 300         | 126         | 64          | 28                    | 11                    | 8                     | 3          | 1          | 0          | -                              | 39                             | 10                             | 6                              | 8        | 3        | 1        | 50       | 7        | 6        | 428   | 158   | 85    |

### Buts internationaux
| 0 | Date             | Lieu                                             | Adversaire  | Score | Résultats | Compétitions                          |
| - | ---------------- | ------------------------------------------------ | ----------- | ----- | --------- | ------------------------------------- |
| 1 | 7 octobre 2016   | De Kuip, Rotterdam, Pays-Bas                     | Biélorussie | 1-0   | 4-1       | Éliminatoires Coupe du monde 2018     |
| 2 | 7 octobre 2016   | De Kuip, Rotterdam, Pays-Bas                     | Biélorussie | 2-0   | 4-1       | Éliminatoires Coupe du monde 2018     |
| 3 | 31 mai 2017      | Stade Adrar, Agadir, Maroc                       | Maroc       | 1-0   | 2-1       | Match amical                          |
| 4 | 9 juin 2017      | De Kuip, Rotterdam, Pays-Bas                     | Luxembourg  | 4-0   | 5-0       | Éliminatoires Coupe du monde 2018     |
| 5 | 31 mai 2018      | Štadión Antona Malatinského, Trnava, Slovaquie   | Slovaquie   | 1-1   | 1-1       | Match amical                          |
| 6 | 19 novembre 2018 | Veltins-Arena, Gelsenkirchen, Allemagne          | Allemagne   | 2-1   | 2-2       | Ligue des nations de l'UEFA 2018-2019 |
| 7 | 6 juin 2019      | Estádio D. Afonso Henriques, Guimarães, Portugal | Angleterre  | 3-1   | 3-1       | Ligue des nations de l'UEFA 2018-2019 |

## Palmarès
En club
Sous les couleurs du Spartak Moscou, Quincy Promes remporte le championnat de Russie en 2017 ainsi que la Supercoupe de Russie la même année. Il gagne par la suite la Coupe de Russie en 2022. Avec l'Ajax Amsterdam, il remporte la Supercoupe des Pays-Bas en 2019.
Distinctions personnelles
En 2017, Quincy Promes reçoit le titre de joueur de l'année en Russie décerné par le journal Futbol. L'année suivante, il est sacré meilleur buteur et passeur du championnat russe.[réf. souhaitée]